# Tipula tenuiloba
Tipula tenuiloba är en tvåvingeart som beskrevs av Alexander 1971. Tipula tenuiloba ingår i släktet Tipula och familjen storharkrankar. Inga underarter finns listade i Catalogue of Life.